# Juha Riihijärvi
Juha Riihijärvi, född 15 december 1969 i Kemi landsförsamling, är en finsk före detta ishockeyspelare. Riihijärvi är en av de mest framgångsrika utländska spelarna i svensk hockey genom tiderna och spelade totalt tio säsonger för Malmö år 1996–2007 där han bland annat vann Elitseriens poängliga 96/97 och 1999/2000. 
Hans sista säsong blev med laget Bolzano-Bozen Foxes i italienska Serie A 2009/2010. Efter det så avslutade Rihijärvi sin spelarkarriär. 
Han var (2011–2014) huvudtränare för danska Herlev Eagles i Metal Ligaen.
Juha Riihijärvi arbetar numera som talangscout för New York Islanders.